# Bénitoïte
La bénitoïte est une espèce minérale du groupe des silicates sous-groupe des cyclosilicates de formule BaTiSi3O9 avec des traces de sodium. Les cristaux peuvent atteindre jusqu'à 6 cm. Elle est l'analogue titanifère de la pabstite.

## Historique de la description et appellations

### Inventeur et étymologie
Ce minéral a longtemps été pris pour un saphir. Ce n'est qu'en 1907 que le géologue américain George Davis Louderback l'a défini comme une espèce minérale à part entière. La bénitoïte doit son nom à la rivière San Benito, à proximité du gisement topotype.

### Topotype
Le topotype se trouve au Mt Diablo Range, Comté de San Benito, Californie, États-Unis.

## Caractéristiques physico-chimiques

### Critères de détermination
La bénitoïte est biréfringente, d'éclat vitreux et transparente à translucide. Du fait de son polychroïsme, sa couleur varie entre l'incolore et le bleu-mauve, voire verdâtre-vert foncé. Son trait est blanc. Soumise à un rayonnement ultraviolet, elle est fluorescente et luminescente.
Son habitus présente des cristaux triangulaires et pyramidés ou aplatis. Sa fracture est inégale ou conchoïdale.
La bénitoïte fond pour donner un verre transparent. Elle est soluble dans l'acide fluorhydrique.

### Cristallochimie
La bénitoïte sert de chef de file à un groupe de minéraux iso-structuraux, le groupe de la bénitoïte :
| Minéral   | Formule        | Groupe ponctuel | Groupe d'espace |
| --------- | -------------- | --------------- | --------------- |
| Bazirite  | BaZrSi3O9      | 6m2             | P6c2            |
| Bénitoïte | BaTiSi3O9      | 6m2             | P6c2            |
| Pabstite  | Ba(Sn,Ti)Si3O9 | 6m2             | P6c2            |
| Wadeite   | K2ZrSi3O9      | 6/m             | P63/m           |

### Cristallographie

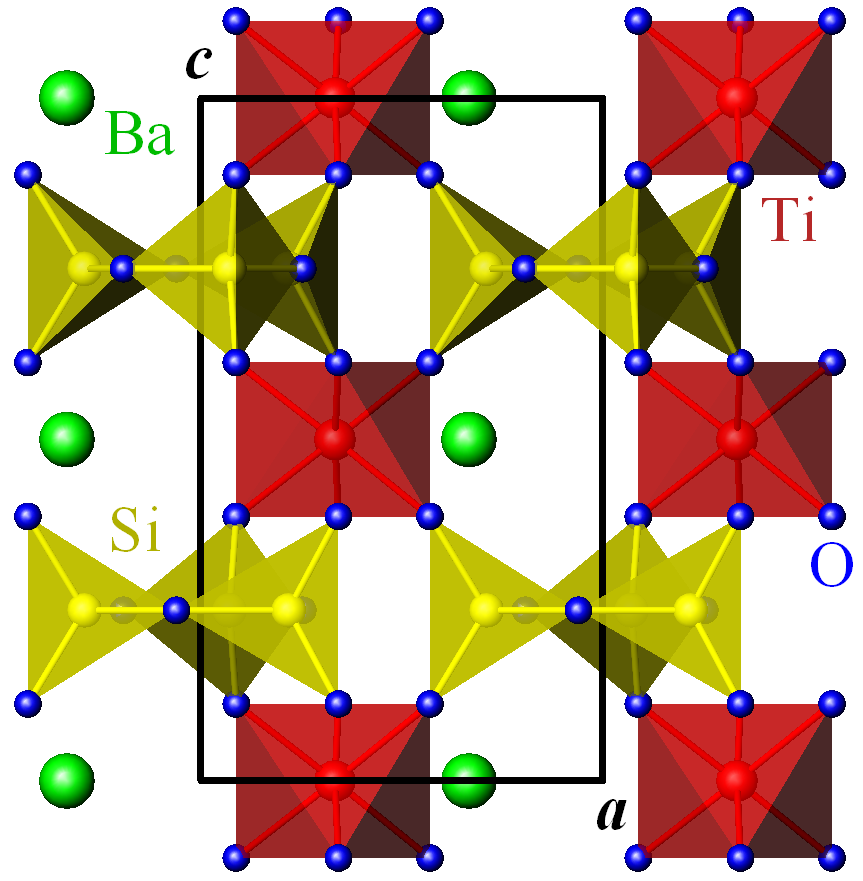
Structure de la bénitoïte, projetée sur le plan (a, c). Vert : Ba, rouge : Ti, jaune : Si, bleu : O.

| La bénitoïte cristallise dans le système cristallin hexagonal, de groupe d'espace P6c2 (Z = 2 unités formulaires par maille conventionnelle). - Paramètres de la maille conventionnelle : {\displaystyle a} = 6,641 Å, {\displaystyle c} = 9,760 Å (V = 372,76 Å3) - Masse volumique calculée = 3,68 g/cm3 |

Les cations Ba2+ ont une coordinence 12 d'anions O2−, avec 6 liaisons Ba-O de longueur 2,767 Å et 6 liaisons de longueur 3,434 Å.
Les cations Ti4+ sont en coordination octaédrique d'anions O2−, avec une longueur de liaison Ti-O moyenne de 1,943 Å.
Les cations Si4+ sont en coordination tétraédrique d'anions O2−, avec une longueur de liaison Si-O moyenne de 1,622 Å. Les tétraèdres SiO4 sont reliés par leurs sommets et forment des anneaux à trois membres Si3O9 isolés les uns des autres.

## Gîtes et gisements

### Gîtologie et minéraux associés
La bénitoïte se trouve :
- dans les filons de natrolite qui recoupent des schistes verts à glaucophane serpentineux, composés principalement d'amphibole sodique-magnésienne (comté de San Benito, Californie, États-Unis), associée à la neptunite, la joaquinite et la natrolite ;
- dans des veines de magnésio-riebeckite avec quartz, phlogopite et albite (Ohmi, Japon), associée à l'ohmilite, la bario-orthojoaquinite et la leucosphenite.

### Gisements producteurs de specimens remarquables
- États-Unis

Mine de San Benito, Comté de San Benito, Californie
Diamond Jo Quarry, Magnet Cove, Comté de Hot Spring, Arkansas
- Japon

Ohmi, Itoigawa, Préfecture de Niigata, Région de Chubu, Île de Honshu

## Exploitation des gisements
- La qualité gemme de cette espèce la rend apte à la taille.
- Ce minéral est extrêmement rare et donc cher (presque dix euros le point [un centième de carat]).

## Galerie

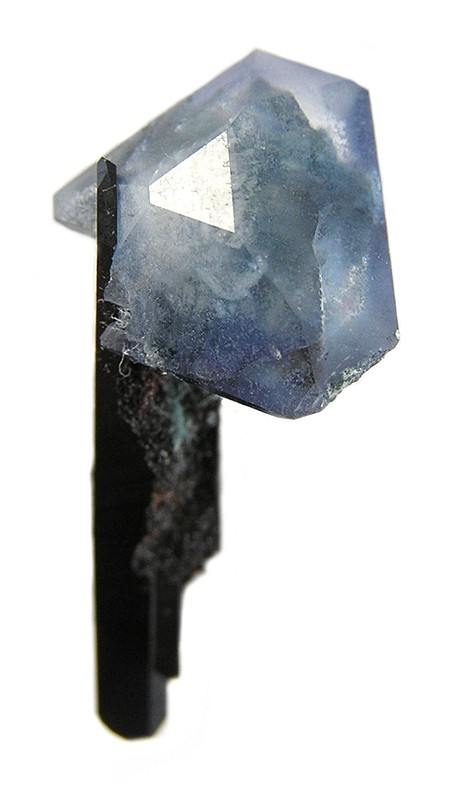
Bénitoïte et neptunite.